# BB 63000
Ne doit pas être confondu avec BB 300.
,,,
Les BB 63000 sont des locomotives diesel-électriques faisant partie de la grande famille des BB Brissonneau et Lotz (avec les BB 63400 / BB 63500). Elles sont parfois surnommées les « deux chevaux ».
Certaines machines ont été transférées à VFLI et renumérotées BB 300.

## Description

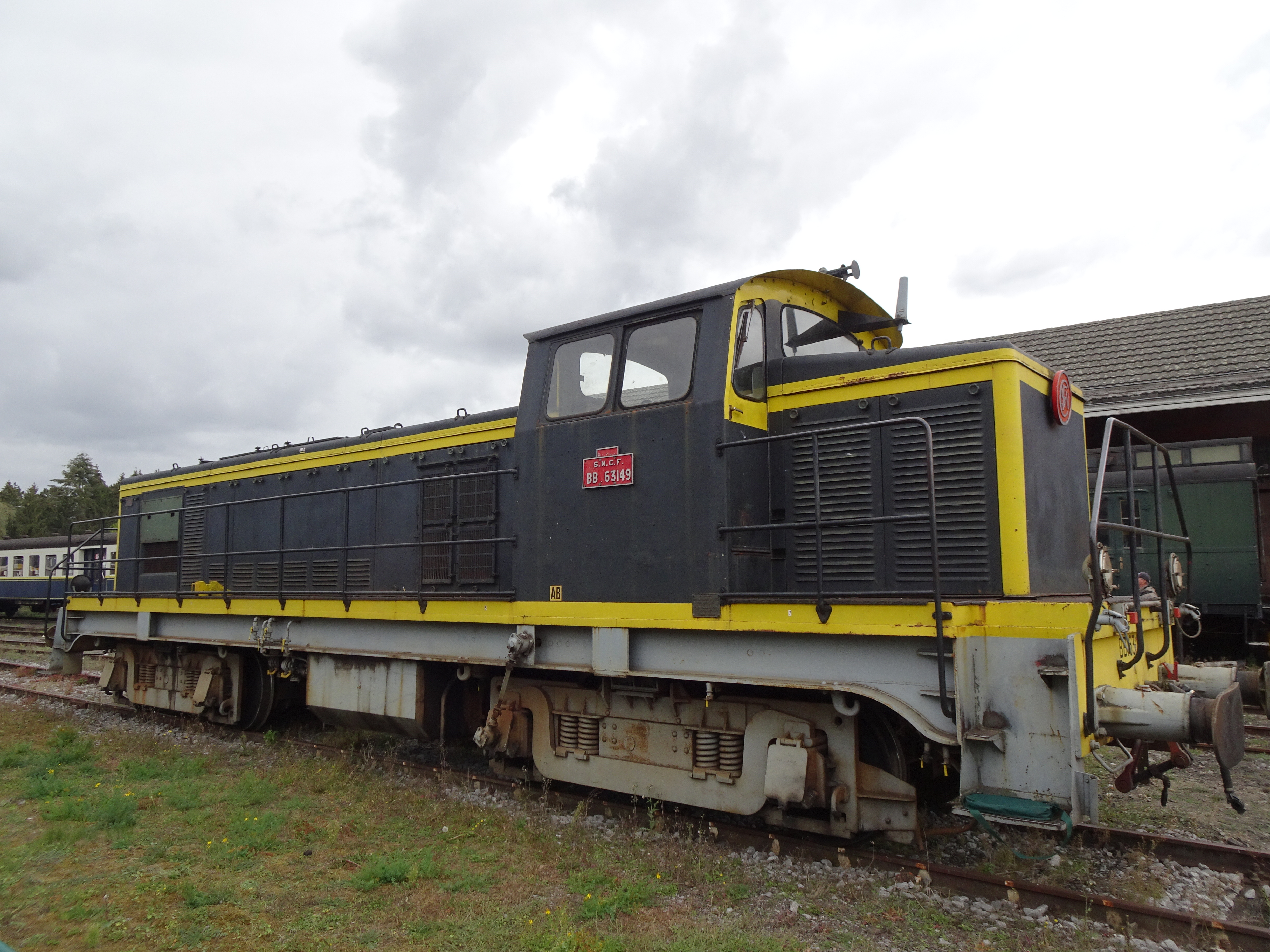
La BB 63149 préservée par le Chemin de fer à vapeur des Trois Vallées.

Conçues dans l'après-guerre pour remplacer les machines à vapeur de puissance moyenne (type 1 et 3-140 C par exemple), les 040 DE ont été prévues pour assurer un service mixte voyageurs et marchandises, ainsi que pour la manœuvre dans les gares et les triages.
Les 040 DE (futures BB 63000), sont des locomotives mono-cabine ; la locomotive est asymétrique, avec un capot court et un long. Les 040 DE 1 à 108 ont été construites par Brissonneau et Lotz et ont été livrées de 1953 à 1957, la seconde série de 1957 à 1964, une renumérotation de la série ayant eu lieu au cours de la livraison.
Les 040 DE ont été ré-immatriculées BB 63000 le 1er janvier 1962. On distingue trois grandes sous-séries, toutes équipées de moteurs Sulzer (type 6LDA22) : les "BB 63001 à 63108" (600 ch, 6LDA22-B et C), les "BB 63109 à 63195" (725 ch, 6LDA22-C, D, E) et les "BB 63196 à 63250" (750 ch, 6LDA22-E). La principale différence porte sur le type de moteur, qui a une puissance supérieure sur la deuxième puis la troisième sous-série.
Initialement la livrée est : vert celtique avec deux bandes de visibilité jaune bouton d'or, traverses de tamponnement rouge à marquage "040 DE..." en blanc, châssis et bogies noirs, à la suite de la renumérotation du 1er janvier 1962, les marquages seuls évoluent en "BB 63...". Toutefois, dès 1961, les nouvelles machines adoptent les couleurs « unifiées » : caisse vert 301, bandes de visibilité (rives des passerelles latérales, angles de caisse, façades de cabine, bord de la charpente recevant les panneaux de visite des organes et traverses d'extrémité) en jaune jonquille 401, châssis et bogies gris ardoise 807, marquages noirs. Les bandes de visibilité de quelques engins seront en jaune-orangé. En 1985, un changement de décoration sera appliqué à de nombreux exemplaires qui ont revêtu la livrée de Paul Arzens attribuée aux locomotives de manœuvres, orange TGV 435 et havane foncé 501 pour la caisse, gris 804 pour le tablier et les traverses.
Ces locomotives ont largement inspiré la réalisation de l'importante série des 040 DG, devenues BB 66000.

## Service
Les BB 63000 ont fréquenté la quasi-intégralité des lignes françaises à voie normale. De nos jours, il n'en existe plus aux effectifs de la SNCF, la dernière ayant été radiée fin 2011. Les dernières de la série avaient terminé leur carrière en exécutant des manœuvres de gare et des remontes de matériels voyageurs entre les gares de Nice-Ville et Nice-Saint-Roch. Notons également que 19 d'entre elles ont été transformées en truck TBB 64800 pour les manœuvres dans les triages au Technicentre industriel de Nevers.
La puissance limitée et l'âge, plus de quarante et même cinquante ans pour certaines d'entre elles, des exemplaires de cette première série, ainsi que la baisse du trafic fret, ont entrainé leurs radiations des effectifs SNCF mais le bonheur de certaines entreprises. Considérées comme increvables et faciles d'entretien, de nombreux exemplaires poursuivirent leur carrière dans le monde industriel (dont le chemin de fer de Blaise et Der, les cimenteries Lafarge, les Mines Domaniales de Potasse d'Alsace, les Aciéries de l'Atlantique ainsi que VFLI pour des manœuvres) ou sur des trains touristiques. Les exemplaires acquis par VFLI ont été désamiantés, re-motorisés et renumérotés BB 300.
Certaines BB 63000 ont également été construites sous licence ou vendues à l'international, comme en Espagne, au Chili ou encore au Gabon.

## Dépôts titulaires et Établissement Maintenance Traction
Liste exhaustive,, :
- Achères[7]

- Aciéries de l'Atlantique, Tarnos[5]
- Association Syndicale des Usagers de l'Embranchement Particulier d'Artix[5]
- Aulnoye[5]
- Ambérieu[5]
- Amiens[5]
- Annemasse[5]
- Avignon[5]
- Beauvais[5]
- Belfort[5]
- Besançon[5]
- Béziers[5]
- Blainville[5]
- Bordeaux - Saint-Jean[5]
- Carrières Bocahut, Fourmies[5]
- Chalindrey[5]
- Chalons-sur-Marne[5]
- Chalon-sur-Saône[5]
- Chambéry - Challes-les-eaux[5]
- Chemin de fer de Blaise et Der, Wassy[5]
- Clermont-Ferrand[5]
- Zone Industrielle de la Martinerie, Déols[5]
- Dijon[5]
- Dole[5]
- Fives[5]
- Grenoble[5]
- Hausbergen[5]
- Ile-Napoléon (Mulhouse)[5]
- La Couronne[5]
- La Plaine[5]
- Laroche-Migennes[5]
- Lens[5]
- Les Aubrais[5]
- Le Teil et Cimenterie Lafarge[5]
- Longueau[5]
- Lyon-Vaise[5]
- Marseille-Blancarde/Saint-Charles[5]
- Miramas[5]
- Mohon[5]

- Montargis[5]
- Nancy[5]
- Narbonne[5]
- Nevers[5]
- Nîmes[5]
- Noisy-le-Sec[5]
- Orléans[5]
- Paris-La Villette[5]
- Paris - Sud-Ouest[5]
- Poitiers[5]
- Portes-les-Valence[5]
- Richwiller - Mines Domaniales de Potasse d'Alsace[5]
- Roanne[5]
- Société Sifel[5]
- Sotteville[5]
- Toulouse[5]
- Tours - Saint-Pierre-des-Corps[5]
- Vénissieux[5]
- Valenciennes[5]

- Villeneuve[5]

## Machines particulières
- BB 63013 Cité du train à Mulhouse (Haut-Rhin)
- BB 63048 prêtée par la SNCF au Train du Pays Cathare et du Fenouillèdes
- BB 63069 Train touristique du Cotentin
- BB 63123 Chemin de fer à vapeur des Trois Vallées Mariembourg (B), porte la livrée CFL et le numéro 914.
- BB 63138 Prêtée par la SNCF au Train du Pays Cathare et du Fenouillèdes
- BB 63139 Baptisée "La Blaise" (du nom de la rivière champenoise dont elle parcourt la vallée), a pour marraine Barbara Chapron, arrière-petite-fille du dernier chef de gare SNCF de Wassy, Jean Rémy Marcouyoux. Elle est basée à Wassy et appartient à l'association des Amis de la Gare de Wassy.
- BB 63149 Chemin de fer à vapeur des Trois Vallées Mariembourg (B).
- BB 63160 Train du pays Cathare et du Fenouillèdes
- BB 63165 Train du pays Cathare et du Fenouillèdes
- BB 63226 Seule affectée à l'activité TER (TER Bourgogne), elle avait une livrée spéciale gris métallisé avec une bande bleue, est prêtée par la SNCF au Train du Pays Cathare et du Fenouillèdes.
- BB 63240 Train du pays Cathare et du Fenouillèdes

## Lignes desservies

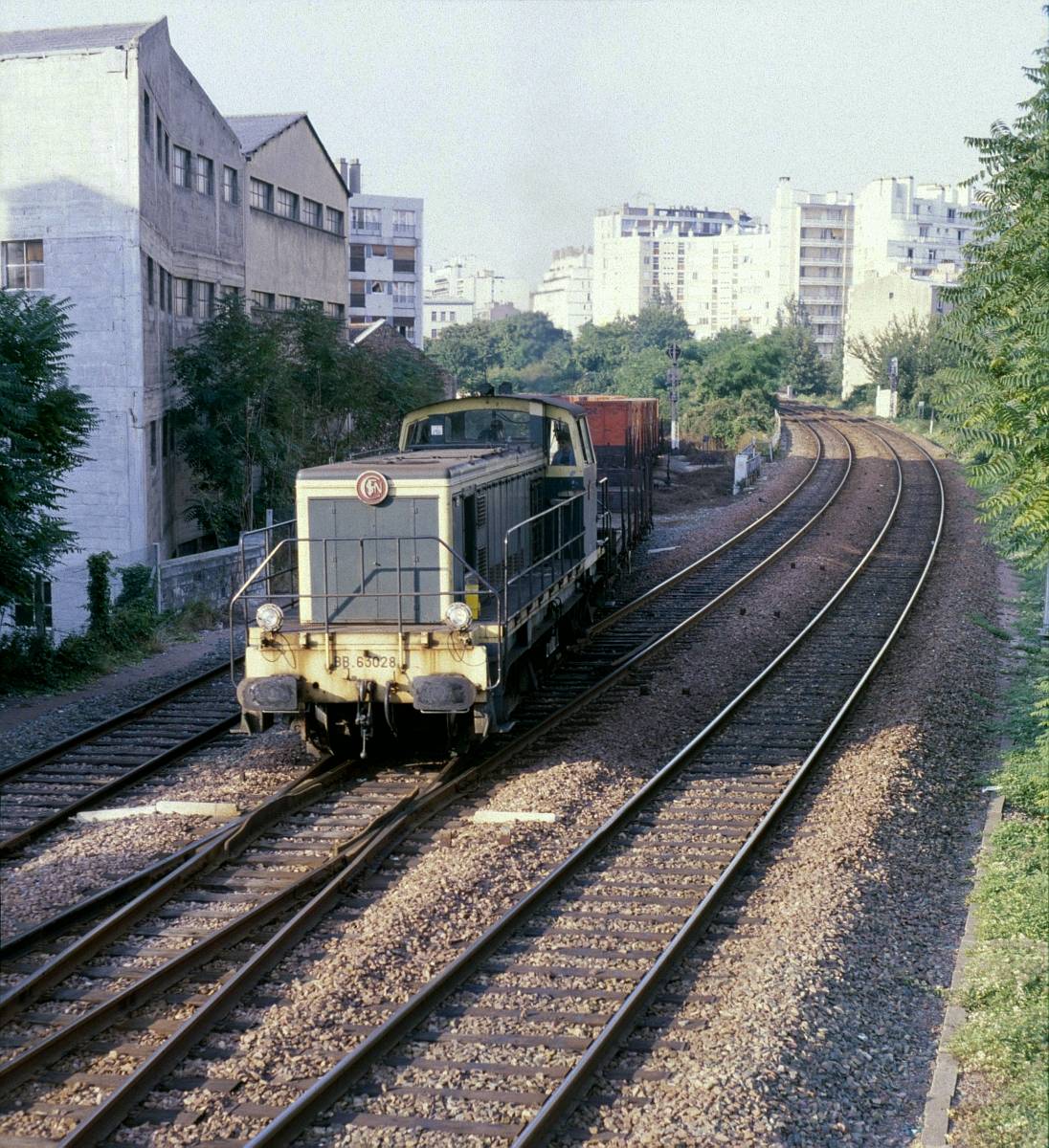
La BB 63028 sur la Petite Ceinture de Paris, dans le en 1985.

Bien qu'utilisées le plus fréquemment aux manœuvres et travaux ces locomotives ont effectué également des dessertes locales et des services voyageurs ou marchandises, voire des trains mixtes voyageurs-marchandises (trains MV) sur des lignes secondaires. 

## Service voyageurs
Liste non exhaustive :
- Poitiers - La Rochelle

- Capdenac - Rodez
- Tours - Loches
- Tours - Châteauroux
- Nîmes - Le Grau-du-Roi
- Petite Ceinture de Paris
- Verdun- chalon /Marne

## Service marchandises
Liste non exhaustive :
- Orléans - Pithiviers
- Orléans - Chartres
- Poitiers - La Rochelle

- Capdenac - Rodez
- Saint-Pierre-des-Corps - Loches
- Saint-Pierre-des-Corps - Châteauroux
- Saint-Pierre-des-Corps - Vendôme
- Ambérieu - Lagnieu
- Culoz - Brégnier-Cordon
- Chambéry - Albertville
- Albertville - Ugine - Doussard
- Béziers - Lodève
- Narbonne - Bize
- Nîmes - Le Grau-du-Roi
- Pagny-sur-Meuse - Vaucouleurs - Neufchâteau (trains MV)
- Petite Ceinture de Paris
- Lens - Don-Sainghin - Séclin[6],[7]/Don-Sainghin - Lille-Délivrance - Tourcoing - Roubaix-Wattrelos[6],[7]
- Lens - Douai - Corbehem[6],[7]/Douai CV Somain CV Valenciennes - Trith[6],[7]/Valenciennes - Le Poirier CV Aulnoye - Fourmies ou Maubeuge et Le Cateau[6],[7]

## Modélisme
- Des locomotives BB 63000 sont construites par des passionnés de modélisme ferroviaire[10], elles sont également reproduites en « HO » par les firmes Roco, Piko, Au Pullman et plus récemment par les firmes R37 et REE. En « O » par Chabbert et JCR. En « N » par Roco, ré-éditées par Fleischmann.